# Суксдорф, Арне
А́рне Э́двард Су́ксдорф (швед. Arne Edvard Sucksdorff; 3 февраля 1917, Стокгольм, Швеция — 4 мая 2001, там же) — шведский кинорежиссёр, сценарист, оператор, монтажёр, продюсер и актёр.

## Биография
В 1938 году окончил драматические курсы в Берлине. В 1939 году приходит в кинематограф и довольно скоро становится одним из крупнейших шведских кинодокументалистов. Снимал фильмы о природе, жизни лопарей и цыган, о достопримечательностях Швеции, Индии и других стран. В 1949 году снятый Суксдорфом короткометражный фильм «Городская симфония» был удостоен «Оскара». Единственный игровой фильм — «Мальчик на дереве». Был сценаристом, оператором и продюсером своих фильмов. В 1980-х годах жил и работал в Бразилии.

## Избранная фильмография

### Режиссёр
- 1947 — Городская симфония / Människor i stad (к/м)
- 1951 — Индийский город / Indisk by (к/м)
- 1953 — Большое приключение / Det stora äventyret
- 1957 — Сага о джунглях / En djungelsaga
- 1961 — Мальчик на дереве / Pojken i trädet (игровой фильм)
- 1965 — Мой дом – Копакабана / Mitt hem är Copacabana

## Сочинения
- Gryning, Stockholm, 1950.
- Det stora äventyret, Stockholm, 1954.
- Mark och mämnniskor, Stockholm, 1960.

## Награды
- 1954 — Большой серебряный приз 4-го Берлинского международного кинофестиваля («Большое приключение»)
- 1954 — Особый приз Международной Католической организации в области кино (OCIC) 4-го Берлинского международного кинофестиваля («Большое приключение»)
- 1954 — Международный приз 4-го Берлинского международного кинофестиваля («Большое приключение»)
- 1954 — Особое упоминание 7-го Каннского кинофестиваля («Большое приключение»)
- 1954 — Большой приз 7-го Каннского кинофестиваля («Большое приключение»)
- 1958 — номинация на Золотую пальмовую ветвь 11-го Каннского кинофестиваля («Сага о джунглях»)
- 1965 — номинация на Золотую пальмовую ветвь 18-го Каннского кинофестиваля («Мой дом – Копакабана»)